# Luigi De Canio
Luigi De Canio (Matera, Italia, 26 de septiembre de 1957) es un exfutbolista y entrenador italiano. Se desempeñaba en la posición de defensa.  

## Trayectoria

### Como jugador
De Canio desarrolló su carrera como jugador sobre todo en el equipo de su ciudad natal, el Matera, donde debutó con 18 años de edad. Con el club materano militó en segunda, tercera y cuarta división italiana, en la posición de defensa, principalmente lateral.
Vistió también las camisetas de Chieti, Brindisi, Salernitana, Livorno y Galatina. En 1987 pasó al Pisticci, en Promozione, donde el año siguiente fue nombrado jugador-entrenador y obtuvo un ascenso a la división Interregionale (la actual Serie D).

### Como entrenador
Inicios
Después de cinco años como técnico del Pisticci, en 1993 empezó su carrera de entrenador en el fútbol profesional, en el banquillo del Savoia de Torre Annunziata (cuarta división); la temporada siguiente logró el ascenso a la Serie C1. En la misma categoría también entrenó al Siena y al Carpi.
AS Lucchese y Pescara
En 1997 fichó por el Lucchese de la Serie B, y el año siguiente por el Pescara, que no pudo ascender a la Serie A por un solo punto.
Udinese
En la temporada 1999/00, llegó su debut en la Serie A con el Udinese, que finalizó en el octavo lugar; el año siguiente fue cesado del cargo tras cuatro derrotas consecutivas y reemplazado por Luciano Spalletti.
SSC Napoli
En 2001, pasó al Napoli, terminando la temporada en 5º puesto.
Reggina
A finales de 2002, comenzó a dirigir al Reggina, logrando la permanencia en la máxima división italiana al ganar el desempate contra el Atalanta de Bérgamo.
Genoa CFC
A principios de la temporada 2003/04, sustituyó a Roberto Donadoni en el banquillo del Genoa.  Fue cesado un año después, tras la eliminación en la primera fase de la Copa Italia y una derrota de local ante el Lumezzane, pocos días antes del comienzo de la liga, siendo reemplazado por Serse Cosmi.
AC Siena
En enero de 2005, fue llamado por el Siena para sustituir a Luigi Simoni, donde logró dos permanencias seguidas en la Serie A.
Queens Park Rangers
El 29 de octubre de 2007 fue contratado por el Queens Park Rangers de la segunda división inglesa, del que eran propietarios las personalidades de la Fórmula 1 Bernie Ecclestone y Flavio Briatore. El equipo londinense finalizó en el decimocuarto lugar.
US Lecce
De nuevo en Italia, reemplazó a Mario Beretta en el banquillo del Lecce, sin poder evitar el descenso a la Serie B, finalizando la temporada en el último lugar de la tabla. Sin embargo, fue confirmado para la temporada siguiente, firmando un contrato de cuatro años en el papel de entrenador-mánager. El Lecce volvió a la máxima división ganando la Serie B y la temporada siguiente logró la permanencia en la Serie A en la penúltima jornada. Pese a estos éxitos y a tener dos años más de contrato, De Canio dimitió.
Regreso al Genoa
El 23 de abril de 2012 volvió a hacerse cargo del Genoa, después de ocho años. Logró la salvación y fue confirmado para la temporada 2012/13, pero acabó siendo despedido el 22 de octubre, tras obtener 9 puntos en 9 jornadas, y reemplazado por Luigi Delneri.
Catania
El 20 de octubre de 2013 fue contratado por el Catania, ocupando el puesto del cesado Rolando Maran. El 16 de enero de 2014, después de la derrota de local contra el Siena en Copa Italia, fue cesado por el club siciliano.
Regreso al Udinese
El 15 de marzo de 2016, firmó un contrato como nuevo técnico del Udinese. Su objetivo inmediato era obtener la permanencia, meta que alcanzó en la penúltima jornada del campeonato. Sin embargo, no continuó en el club la temporada siguiente.

## Clubes

### Como jugador
| Club        | País   | Año       |
| ----------- | ------ | --------- |
| Matera      | Italia | 1975-1977 |
| Brindisi    | Italia | 1977-1978 |
| Matera      | Italia | 1978-1979 |
| Chieti      | Italia | 1979-1981 |
| Salernitana | Italia | 1981      |
| Matera      | Italia | 1981-1986 |
| Livorno     | Italia | 1986      |
| Galatina    | Italia | 1986-1987 |
| Pisticci    | Italia | 1987-1989 |

### Como entrenador
| Club                | País       | Año       |
| ------------------- | ---------- | --------- |
| Pisticci            | Italia     | 1988-1993 |
| Savoia              | Italia     | 1993-1995 |
| Siena               | Italia     | 1995-1996 |
| Carpi               | Italia     | 1996-1997 |
| Lucchese            | Italia     | 1997-1998 |
| Pescara             | Italia     | 1998-1999 |
| Udinese             | Italia     | 1999-2001 |
| Napoli              | Italia     | 2001-2002 |
| Reggina             | Italia     | 2002-2003 |
| Genoa               | Italia     | 2003-2004 |
| Siena               | Italia     | 2004-2006 |
| Queens Park Rangers | Inglaterra | 2007-2008 |
| Lecce               | Italia     | 2009-2011 |
| Genoa               | Italia     | 2012      |
| Catania             | Italia     | 2013-2014 |
| Udinese             | Italia     | 2016      |
| Ternana             | Italia     | 2018-2019 |

## Palmarés

### Como jugador

#### Campeonatos nacionales
| Título  | Club   | País   | Año       |
| ------- | ------ | ------ | --------- |
| Serie D | Matera | Italia | 1975-1976 |
| Serie C | Matera | Italia | 1978-1979 |

### Como entrenador

#### Campeonatos nacionales
| Título  | Club  | País   | Año     |
| ------- | ----- | ------ | ------- |
| Serie B | Lecce | Italia | 2009-10 |

#### Copas internacionales
| Título         | Club    | País   | Año  |
| -------------- | ------- | ------ | ---- |
| Copa Intertoto | Udinese | Italia | 2000 |